# La lupa
La lupa es una película española de 1955 dirigida por Luis Lucia Mingarro.

## Argumento
Los detectives Cascales y Felipe montan en Madrid una agencia llamada "La lupa" bajo los lemas "A la prosperidad por la pesquisa" y "A la ruina por la investigación".
- Caso 1º: un cura les dice que han robado una imagen del niño Jesús. Los detectives la encuentran en casa del escultor, que la ha robado para tener un recuerdo de su hijo fallecido, al que usó como modelo para la talla.
- Caso 2º: Virtudes desconfía de su marido que todos los domingos se viste de cazador y va a El Escorial. Los detectives descubren que en realidad va a ver a su hijo secreto y hacen de mediadores para que la mujer le acepte en casa.
- Caso 3º: un hombre rico esta preocupado porque su hija Isabel se quiere casar con un supuesto cazafortunas, así que los detectives montan una fiesta en un cabaret y contratan a una chica como señuelo para desenmascarar al sinvergüenza, pero la chica resulta ser la misma hija del ricachón.
- Caso 4º: dos mujeres maduras y solteras contratan a los detectives para que investiguen la molesta presencia de unos marcianos en su finca. Los detectives descubren que los supuestos extraterrestres son una invención del vecino que quiere asustarlas para que vendan más barata su finca que tiene un yacimiento de manganeso. Al final los detectives se casan con sus dos afortunadas clientas y cierran la agencia.

## Reparto
- Valeriano León es Cascales.
- Antonio Riquelme es Felipe.
- Margarita Andrey es Isabel.
- Maruchi Fresno
- Julia Caba Alba es Virtudes.
- Irene Caba Alba
- Manuel Luna
- Manuel Requena
- Gustavo Rojo
- Casimiro Hurtado
- José Luis López Vázquez es el cura.
- Pepito Moratalla
- Margarita Robles Menéndez es Gertrudis Hinojosa.

## Influencia
La película tiene clara influencias de la comedia italiana.